# Kinuyo Someya
Kinuyo Someya (染谷絹代, Someya Kinuyo) est une femme politique japonaise née le 5 juillet 1954. Sans étiquette, elle est élue en 2013 maire de la ville de Shimada, devenant ainsi la première femme maire de cette ville, ainsi que l'une des premières femmes maires de la préfecture de Shizuoka.

## Jeunesse et carrière pré-électorale
Someya naît en 1954, à Iwaki. Elle s'intéresse tôt à la vie associative, devenant la directrice du Conseil d'échange du Centre pour l'égalité des sexes de la préfecture de Shizuoka.
Elle s'installe dans la ville de Shimada, et s'implique dans la ville municipale, devenant président du Conseil scolaire de la ville.

## Carrière électorale
Someya se présente aux élections municipales de 2013 pour la ville de Shimada, face au maire sortant Katsurō Sakurai (ja). Sans étiquette, elle mène une campagne électorale de longue durée, axée sur la volonté de changer les institutions de la ville. Elle remporte la course à la mairie, avec une avance de 5 000 voix.
Elle est réélue à deux reprises, en 2017, avec 12 000 voix , puis en 2021, au même poste, avec cette fois plus de 15 000 voix d'avance.
Lors de sa campagne électorale de 2021, elle bénéficie d'un large soutien populaire, au vu des mesures prises à Shimada dans la lutte contre le Covid-19, appréciées par ses administrés. Le Parti libéral-démocrate japonais ne positionne ainsi pas de candidats contre Someya lors de cette élection.
Someya s'implique également dans la politique, régionale, étant membre de plusieurs commissions inter-municipales de la préfecture de Shizuoka rassemblant plusieurs villes.

## Prises de position
Someya est également membre du Conseil météorologique japonais Comité de recherche et d'examen des informations liées au tremblement de terre.
En tant que maire, Someya concentre sa politique sociale sur l'accompagnement des familles, notamment avec la création de places de crèche, mais également la revitalisation de la région, avec la construction d'un deuxième hôpital à Shimada et la réhabilitation d'un lycée.
D'un point de vue national, elle milite pour une meilleure décentralisation des pouvoirs au Japon, pour donner un plus grand pouvoir aux institutions locales, qui ont, selon elle, souffert du manque de flexibilité lors de la pandémie du coronavirus au Japon.